# Follow the Reaper
Albums de Children of Bodom
Tokyo Warhearts
(1999) Hate Crew Deathroll
(2003)
Follow the Reaper est le troisième album de Children of Bodom, sorti le 30 octobre 2000.

## Liste des titres
1. Follow The Reaper - 3 min 47 s
2. Bodom After Midnight - 3 min 43 s
3. Children Of Decadence - 5 min 34 s
4. Everytime I Die - 4 min 03 s
5. Mask Of Sanity - 4 min 00 s
6. Taste Of My Scythe - 4 min 00 s
7. Hate Me! - 4 min 45 s
8. Northern Comfort - 3 min 48 s
9. Kissing The Shadows - 4 min 32 s
10. Hellion (piste cachée) - 3 min 04 s

### Bonus de l'édition Nuclear Blast Deluxe
- Hellion (W.A.S.P. cover) – 3 min 02 s
- Aces High (Iron Maiden cover) – 4 min 28 s

## Credits
- Alexi Laiho - Chant/Guitare
- Alexander Kuoppala - Guitare rythmique
- Janne Wirman - Clavier
- Henkka Seppälä - Basse
- Jaska Raatikainen - Percussions